# Vol Northwest Airlines 255
Le 16 août 1987, le McDonnell Douglas MD-82 effectuant le vol Northwest Airlines 255 s'écrase peu après son décollage, à 20 h 45 HAE, de l'aéroport métropolitain de Détroit, dans le Michigan, entraînant la mort de 154 des 155 occupants de l'appareil, et de deux personnes au sol. Seul une fillette de 4 ans, nommé Cecelia Cichan, a survécu, malgré des blessures graves subi lors du crash.
Il s'agit, à l'époque, de la deuxième catastrophe aérienne la plus meurtrière survenue sur le territoire américain, après celle du vol American Airlines 191, survenu huit ans plus tôt. C'est également le pire accident de l'histoire de la compagnie Northwest Airlines.

## Contexte

### Avion
L'appareil impliqué est un McDonnell Douglas MD-82 immatriculé N312RC (numéro de série 48090/1040), un avion de ligne court/moyen-courrier dérivé du Douglas DC-9 et faisant partie de la série des MD-80, fabriquée par McDonnell Douglas. Il a été fabriqué en 1981, est d'abord entré en service chez Republic Airlines  et a été acquis par Northwest Airlines, lors de la fusion entre les deux compagnies aériennes en 1986. Au moment de l'accident, il totalisait 14 928 heures de vol et était propulsé par deux turboréacteurs Pratt & Whitney JT8D-217A/C.

### Équipage
Le commandant de bord est John R. Maus (57 ans), originaire de Las Vegas, dans le Nevada. C'était un pilote expérimenté qui travaillé pour Northwest Airlines pendant 31 ans, qui a été pilote sur Fairchild FH-227, Boeing 727, Boeing 757, Douglas DC-9 et McDonnell Douglas MD-80. Il totalisé 20 859 heures heures de vol au cours de sa carrière, dont 1 359 effectuées sur MD-82. D'autres pilotes ayant volé avec le commandant Maus le décrivaient comme un « pilote compétent et méticuleux », réputé pour son application rigoureuse des procédures standards.
Le copilote est David J. Dodds (35 ans), originaire de Galena, dans l'Illinois. Il cumule 8 044 heures heures de vol au cours de sa carrière, dont 1 604 sur MD-82, et travaillait pour la compagnie aérienne depuis plus de huit ans. Hormis un rapport de formation rédigé pendant sa période probatoire, tous les commandants de bord de la compagnie avec lesquels il avait volé lui ont attribué une note moyenne ou supérieure à la moyenne. D'autres pilotes ayant récemment volé avec Dodds ont par la suite décrit ses performances dans des termes positifs.
Quatre membres du personnel de cabine étaient également présents à bord : Michael Kahle, Roberta Rademacher, Pamela Shaffer et Bruce Elfering.

## Déroulement des faits
L'équipage a commencé, le 16 août 1987, en effectuant le vol 750, un vol intérieur régulier depuis l'aéroport international de Minneapolis-Saint-Paul, dans le Minnesota, et à destination de l'aéroport international MBS (en) de Saginaw, dans le Michigan. Au départ de Saginaw, l'équipage, qui assuré alors le vol 255, à destination de l'aéroport John-Wayne de Santa Ana, en Californie, avec deux escales prévues à l'aéroport métropolitain de Détroit, situé à Romulus (près de Détroit ), dans le Michigan, et à l'aéroport international Sky Harbor de Phoenix, en Arizona. 

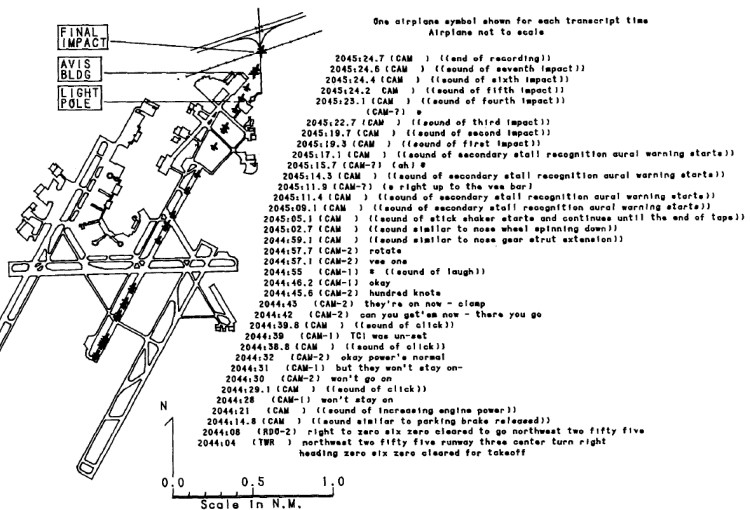
Diagramme du NTSB, indiquant le décollage et le crash du vol 255.

Hormis un problème mineur pendant le roulage jusqu'à la porte d'embarquement, le vol entre Saginaw et Détroit s'est déroulé sans incident. Pendant l'escale à Détroit, un mécanicien de Northwest Airlines a inspecté l'avion et le carnet de bord. Vers 20 h 29, l'équipage a pris place à bord du MD-82. Vers 20 h 32 HAE, le vol 255 est autorisé au repoussage de la porte d'embarquement vers le taxiway de l'aéroport de Détroit, avec 149 passagers (dont 21 enfants) et six membres d'équipage à bord. L'équipage a effectué la check-list avant le décollage et a démarré les moteurs une minute plus tard. Le poids total de l'avion était de 65 338 kg, avec un poids maximal autorisé de 66 251 kg pour le décollage d'un MD-82.
À 20 h 34, le contrôleur aérien a autorisé le vol 255 à rouler vers la piste 3C. L'équipage a également été informé de la mise à jour des informations de l'ATIS, auquel le copilote Dodds a rendu compte de la mise à jour des données météorologiques. À 20 h 35, le contrôleur sol a demandé d'utiliser la voie de circulation C et de passer sur la fréquence 119,45 MHz pour communiquer avec un autre contrôleur. Le copilote a accusé réception de ses instructions indiquant de suivre les voies de circulation, mais n'a pas répété la nouvelle fréquence et n'a pas réglé la radio sur celle-ci. 
Le paquet de données de régulation fourni par la compagnie aérienne comprenait des données de performances de décollage basées sur l'utilisation des pistes 21L ou 21R, mais le vol a été autorisé à décoller sur la piste 3C, la plus courte disponible à l'aéroport de Détroit. L'équipage a donc dû reconfigurer l'ordinateur de bord pour décoller sur la piste 3C. Le copilote Dodds a également recalculé la masse autorisée au décollage pour le vol et a conclu que la masse de l'avion se trouvait alors dans la limite acceptable. Au cours du roulage, le vol 255 a raté le virage requis pour la piste 3C. Le copilote a donc de nouveau contacté le contrôleur sol et a reçu des instructions pour se rendre sur la piste 3C, ainsi que pour passer sur 119,45 MHz. Il a de nouveau accusé réception des instructions, cette fois sur la nouvelle fréquence et a commuté sur celle-ci. Le deuxième contrôleur sol a ensuite précisé la route vers la piste 3C. L'équipage a également reçu un bref bulletin météo.
À 20 h 42, le vol 255 a reçu l'ordre de s'aligner et d'attendre au seuil de la piste 3C. Le contrôleur a indiqué qu'un délai de trois minutes était nécessaire pour permettre aux turbulences de sillage de l'avion précédent de se dissiper. À 20 h 44 min 4 s, le vol 255 a été autorisé  au décollage. La mise en puissance des moteurs est appliquée et le vol 255 a effectué son décollage sur la piste 3C à 20 h 44 min 21 s, avec le commandant Maus en tant que pilote en fonction (PF).

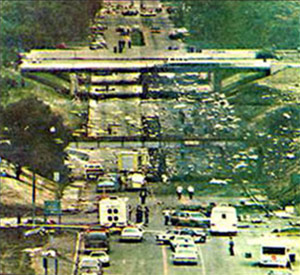
Site de l'accident du vol 255, après l'impact contre le pont et l'incendie post-crash.

À 20 h 44 min 58 s, le copilote annonce rotation et les roues du train d'atterrissage avant du MD-82 quittent la piste à une vitesse de 170 nœuds (310 km/h) ; l'appareil a immédiatement commencé à partir en roulis d'un côté à l'autre, à un peu moins de 50 pieds (15 m) au-dessus du sol. Le taux de montée du MD-82 s'est alors considérablement réduit, et environ 2 760 pieds (840 m) après l'extrémité de la piste 3C, l'aile gauche de l'avion a percuté un lampadaire, situé dans un parking de location de voitures proche de l'aéroport. L'impact a provoqué la destruction d'une partie de l'aile gauche, qui a alors pris feu. 
Le MD-82 s'est incliné à 90° sur la gauche, accrochant le toit d'un bâtiment de location de voitures Avis. L'avion désormais incontrôlable s'est écrasé, renversé sur le dos, sur Middlebelt Road et a heurté plusieurs véhicules juste au nord de son intersection avec Wick Road, tuant deux personnes au sol. Il s'est ensuite disloqué, le fuselage dérapant sur plusieurs centaines de mètres le long de la route, avant de se désintégré et d'explosé en percutant un pont ferroviaire de la Norfolk Southern, ainsi que le pont de l'Interstate 94 en direction de l'est.

## Victimes
Les six membres d'équipage et 148 des 149 passagers ont été tués sur le coup dans l'accident. De nombreux passagers étaient originaires de la région métropolitaine de Phoenix ; l'un d'eux était Nick Vanos (en), un pivot NBA des Suns de Phoenix. Deux automobilistes circulant sur Middlebelt Road sont également morts et cinq personnes au sol ont été blessées, dont une grièvement. Les corps des victimes ont tous été transportés au hangar nord-ouest de l'aéroport, qui a servi de morgue temporaire.

## Survivante
La seule survivante du crash était Cecelia Cichan, une fillette de 4 ans originaire de Tempe, en Arizona, qui rentrait chez elle avec ses parents, Paula et Michael, et son frère de 6 ans, David, après avoir rendu visite à des proches en Pennsylvanie. Les pompiers de Romulus l'ont retrouvé toujours attachée sur son siège, qui était face contre le sol, à plusieurs mètres des corps des autres membres de sa famille. Croyant que personne dans l'avion n'aurait pu survivre, les autorités ont d'abord annoncé qu'elle était une passagère à bord d'une des voitures percutés par l'avion. Elle a subi des brûlures au 3e degré et plusieurs fractures au crâne, à la clavicule et à la jambe gauche. Après l'accident, elle a déménagé pour aller vivre chez sa tante et son oncle maternels à Birmingham, en Alabama ; elle a parlé aux médias de son expérience pour la première fois en 2011.

## Enquête
L'enquête fut confiée au Conseil national de la sécurité des transports américains (NTSB). L'enregistreur phonique (CVR) et l'enregistreur de paramètres (FDR) ont été récupérés et analysés peu après le crash.
Des témoins oculaires ont déclaré que la course au décollage du vol 255 a été plus longue que d'habitude et que l'avion a décollé avec un angle plus prononcé. Leurs déclarations quant à la sortie des volets et des becs de bord d'attaque variaient, mais la plupart ont répondu par l'affirmative, sans toutefois pouvoir préciser dans quelle mesure ils étaient configurés. 
Le CVR a fourni la preuve que l'équipage a oublier d'effectuer la check-list « Briefing de décollage », qui permet justement de s'assurer de la bonne configuration des volets et des becs pour le décollage. Bien que l'alarme de décrochage ait été déclenchée pendant les 14 secondes du vol, les enquêteurs ont déterminé, grâce aux données du CVR, que l'alarme du système d'avertissement de décollage (en) (TOWS) n'a pas été émise par ce système. Le NTSB n'a pas été en mesure de déterminer une cause exacte à la panne d'alimentation électrique du système d'alarme sonore centralisé (en) (CAWS), qui s'est produite au niveau du disjoncteur P-40.
Les enquêteurs ont discuté avec d'autres pilotes de MD-80 et ont appris qu'un grand nombre d'entre eux trouvaient gênant le fait d'entendre l'alarme du TOWS pendant le roulage. Il était si courant pour les pilotes de tirer sur le disjoncteur du P-40, afin de désactiver cette alarme, que la zone autour de celui-ci était salie par ses manipulations routinières. Ce disjoncteur contrôle également certains des sons liés à l'alarme de décrochage. Cela coïncidait notamment avec l'absence de certains sons sur le CVR du vol 255.

Bien que les enquêteurs aient estimé que le disjoncteur P-40 avait probablement été tiré par les pilotes lors du vol en question, ils n'ont pas pu confirmer avec certitude si le disjoncteur avait été déclenché, ouvert intentionnellement ou si le courant électrique n'avait pas circulé à travers celui-ci jusqu'au CAWS alors que le disjoncteur était fermé :

« Le disjoncteur du P-40 ayant été gravement endommagé lors de l'accident, le NTSB n'a pas pu déterminer avec certitude son état avant l'impact. Trois causes possibles auraient pu entraîner une interruption de l'alimentation du disjoncteur P-40 : l'ouverture volontaire du disjoncteur par l'équipage ou le personnel de maintenance ; le déclenchement dû à une surcharge transitoire non détectée par l'équipage ; ou encore, la coupure de l'alimentation du CAWS par le disjoncteur, qui n'a pas signalé son état en se déclenchant. »

### Conclusions
Le NTSB a publié son rapport final le 10 mai 1988 ; il a déterminé que la cause probable de l'accident du vol 255 était l'omission par l'équipage d'effectuer la check-list « Briefing de décollage », afin de s'assurer que les volets et les becs étaient déployés pour le décollage. L'absence d'alimentation électrique du TOWS a également contribué à l'accident, car ce dernier n'a pas averti l'équipage que l'avion n'était pas correctement configuré au moment du décollage. La raison de cette absence d'alimentation électrique n'a jamais pu être déterminée.
De plus, le NTSB a constaté, lors d’une simulation, que l’avion aurait pu franchir le lampadaire, malgré le fait que ses volets et ses becs étaient en position rentrés ; les enquêteurs ont constaté qu'avec un angle d'attaque de 11°, soit juste en dessous du seuil d'activation du vibreur de manche, l'avion serait passé à 78 pieds (24 m) au dessus du lampadaire.

## Conséquences
Après l'accident, Northwest Airlines a retiré le numéro de vol NWA255, ainsi que son homologue NWA254, qui assurait le vol aller de Phoenix à Détroit. Ils ont été renommés NWA260 et NWA261 à partir de septembre 1987, jusqu'à la fusion de la compagnie avec Delta Air Lines début 2010. Le MD-82 était alors toujours exploité, aux côtés du Douglas DC-9 et de Boeing 727, mais ils ont été remplacés par des Boeing 757 et des Airbus A320 à partir des années 1990.
En mémoire des victimes du vol 255, un mémorial en granit noir a été érigé en 1994 ; il se dresse (entouré d'épinettes bleues) au sommet de la colline à l'angle de Middlebelt Road et de l'Interstate 94 (lieu de l'accident). Le mémorial représente une colombe portant un ruban dans son bec, sur lequel est inscrit : « Leur esprit est toujours vivant… », et en dessous figurent les noms des victimes de l'accident.

Mémorial
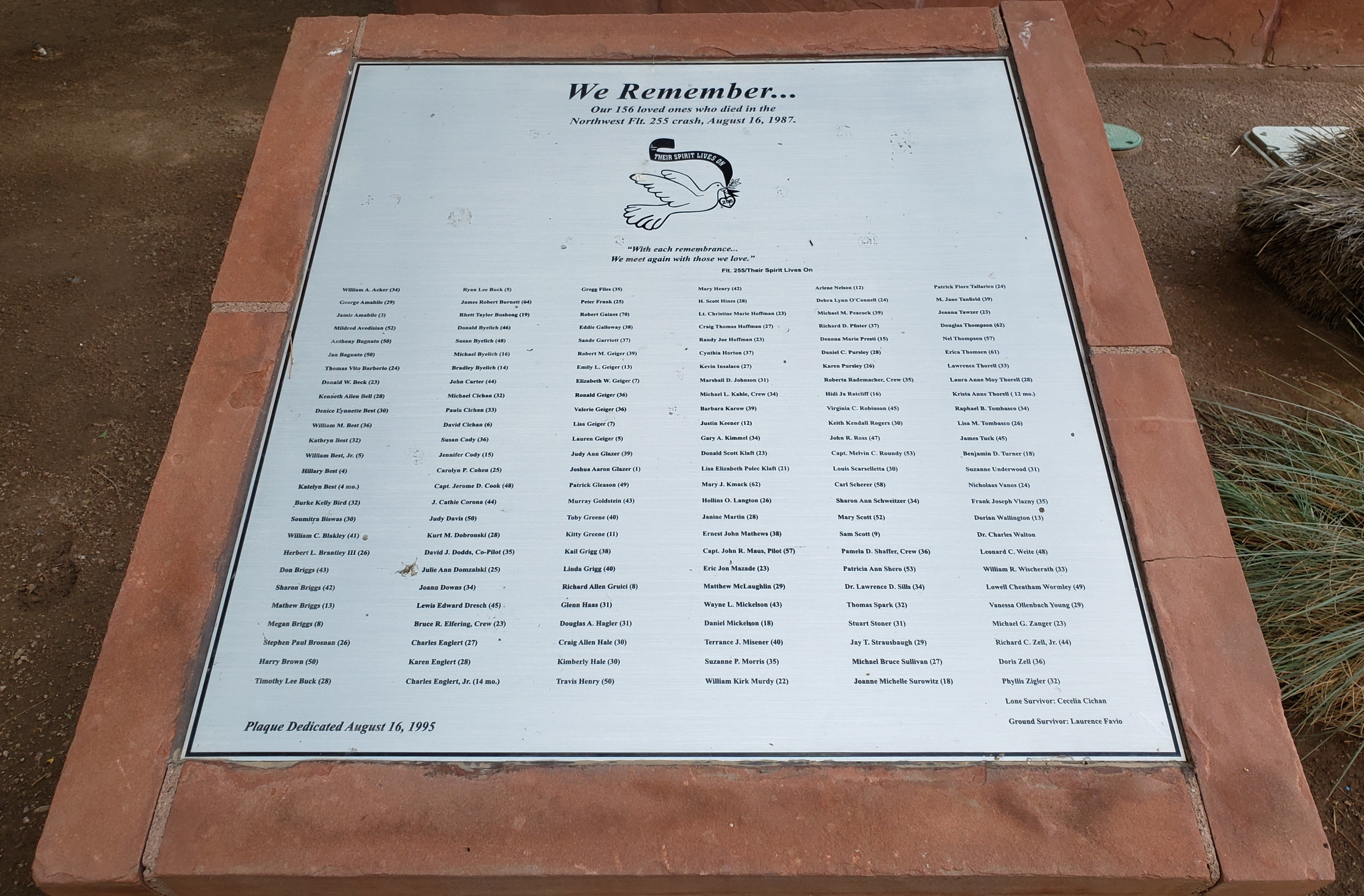
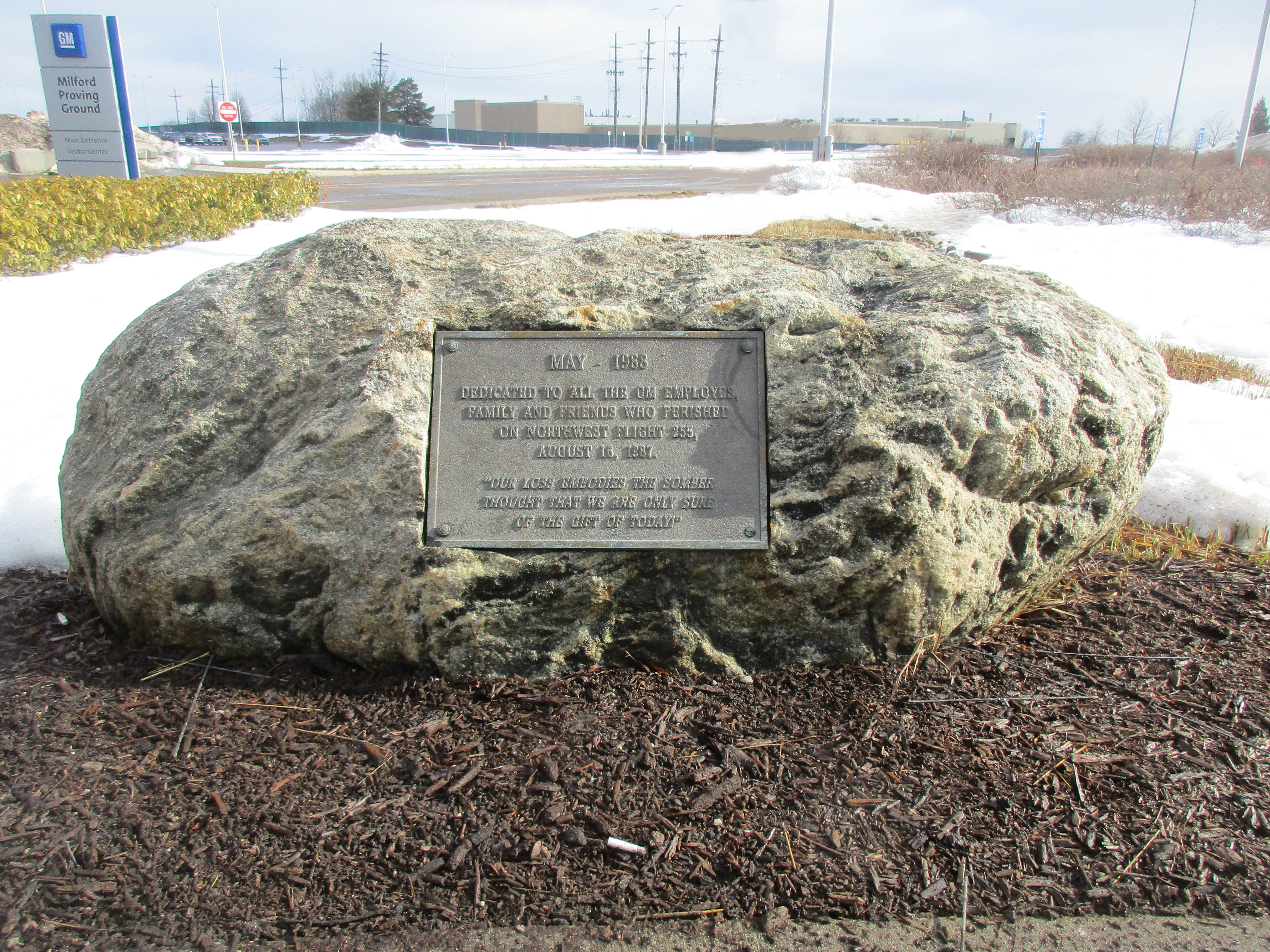

Un autre monument dédié aux victimes (dont beaucoup étaient originaires de la région de Phoenix) se dresse à côté de l'hôtel de ville de Phoenix. Une stèle se trouve également au centre d'essais de General Motors (GM) à Milford, dans le Michigan, à la mémoire des 14 employés de GM et des sept membres de leurs familles tués dans l'accident.

## Médias
L'accident a fait l'objet d'un épisode dans la série télévisée Air Crash nommé « Chaos dans le cockpit » (saison 9 - épisode 3).